# 維利尚卡 (謝苗諾夫卡區)
51°59′9″N 32°32′24″E / 51.98583°N 32.54000°E
維利尚卡（烏克蘭語：Вільшанка），是烏克蘭北部的村莊，隸屬切爾尼希夫州的諾夫霍羅德-錫韋爾斯基區。該村面積0.31平方公里，海拔高度161米，2001年人口69，人口密度每平方公里222.58人。